# Эллен Бёрстин
Э́ллен Бёрстин (англ. Ellen Burstyn, Эдна Рей Гиллули (англ. Edna Rae Gillooly), род. 7 декабря 1932, Детройт, Мичиган, США) — американская актриса театра, кино и телевидения. Лауреат премий «Оскар» (1975), BAFTA (1975), «Золотой глобус» (1979), «Тони» (1975), «Джини» (2008) и двух премий «Эмми» (2009, 2013). Актёрскую карьеру начала в 1958 году, сыграв небольшую роль в телесериале «Телевизионный театр Крафта» (1958). Первой её заметной работой в кино стала роль Лоиз Фэрроу в фильме «Последний киносеанс» в 1971 году, за свою роль актриса была номинирована на премии «Оскар» и «Золотой глобус». В 1973 году Эллен Бёрстин снялась в фильме ужасов «Изгоняющий дьявола», эта роль также принесла ей номинации на премии «Оскар» и «Золотой глобус».
Признание в актёрской среде Эллен Бёрстин добилась после исполнения роли Алисы Хаятт в фильме «Алиса здесь больше не живёт» (1974), за эту роль актриса была удостоена премии «Оскар» и BAFTA, а также была номинирована на премию «Золотой глобус». После она номинировалась на «Оскар» в 1979, 1981 и 2001 году, за роли в фильмах «В это же время, в следующем году» (1978), «Воскрешение» (1980) и «Реквием по мечте» (2000).
В 1975 году Эллен Бёрстин была удостоена театральной премии «Тони», в номинации «Лучшая женская роль в пьесе». Она также трижды номинировалась на «Премию Гильдии киноактёров США» (2001, 2008, 2015) и шесть раз на премию «Золотой глобус» (1972, 1974, 1975, 1981, 1982, 2001) с одной победой в 1979 году за «Лучшую женскую роль» в фильме «В это же время, в следующем году» (1978). Эллен Бёрстин пользовалась большим успехом на телевидении, в 2009 году она была удостоена премии «Эмми» за лучшую женскую роль в драматическом телесериале, «Закон и порядок: Специальный корпус» (1999) и в 2013 году за «Лучшую женскую роль второго плана в мини-сериале или фильме», «Политиканы» (2012).

## Ранние годы и образование
Эллен Бёрстин родилась 7 декабря 1932 года в Детройте, штат Мичиган, США. Её мать Мари (урождённая Амель), а отец Джон Остин Гиллули — писатель. Бёрстин имеет ирландские, французские, голландские и индейские корни. У неё есть старший брат, Джек и младший брат, Стив. Родители актрисы развелись когда она была ребёнком, её братья и она после развода родителей остались жить с матерью и отчимом.
Она посещала курсы в «Cass Technical High School» и в «University-preparatory school», которые позволяли студентам выбирать конкретную область обучения. Бёрстин специализировалась на дизайне модной одежды. Во время своего обучения в средней школе она была членом студенческого совета и президентом в классе юниоров. Она бросила школу на последнем году обучения, после несдачи нескольких экзаменов.
После ухода из школы, Бёрстин получила работу модели в детройтском универмаге. Позже она переехала в Даллас, где продолжала работать моделью перед поездкой в Нью-Йорк. С 1955 по 1956 год, она работала танцовщицей в «The Jackie Gleason Show». После Бёрстин решила стать актрисой и взяла сценическое имя Эллен Макрэй, позже она сменила фамилию после замужества с Нилом Бёрстин.

## Карьера

### Первые роли
Эллен Бёрстин дебютировала на Бродвее в 1957 году в театральной пьесе «Справедливая игра». К началу 1960-х на успехи начинающей актрисы на «малом экране» стали обращать внимания и Бёрстин приостановила карьеру, чтобы получить дополнительное образование в актёрской студии Ли Страсберга.
Начиная с конца 1950-х и на протяжении 1960-х годов, Бёрстин играла гостевые роли в различных телесериалах: «Доктор Килдэр» (1961—1966), «77 Сансет-Стрип» (1958—1964), «Бэн Кэйси» (1961—1966), «Дымок из ствола» (1955—1975), «Перри Мэйсон» (1957—1966), «Караван повозок» (1957—1965), «Большая долина» (1965—1969), «Виргинцы» (1962—1971) и др.

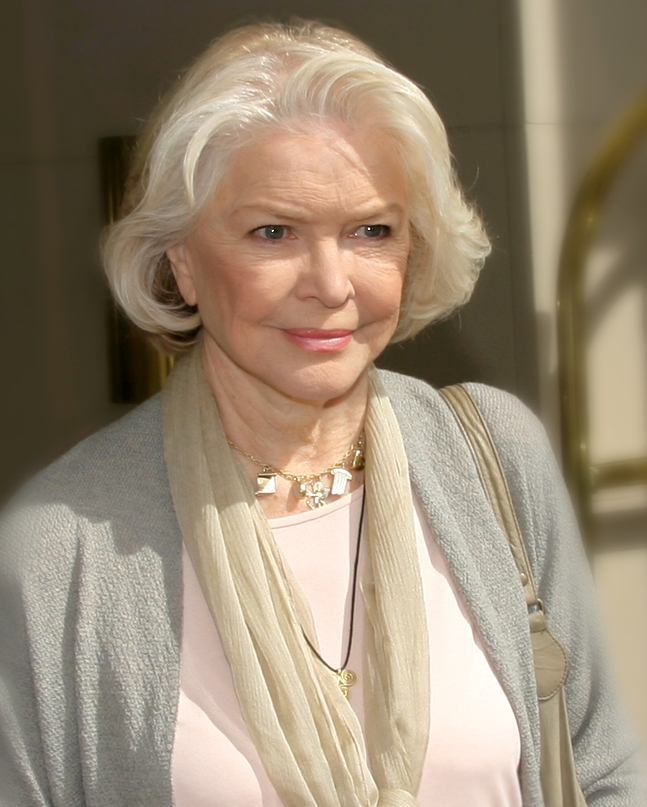
Эллен Бёрстин на Международном кинофестивале в Торонто в 2007 году

На протяжении 1964—1965 годов, она играла второстепенную роль доктора Кейт Барток в сериале канала NBC «Доктора». С 1967 по 1968 год она снималась в роли Джули Парсонс в сериале канала АВС «Стальной жеребец». Она использовала имя Эллен Макрэй до 1967 года; после того как она вышла замуж за Нила Бёрстина, она взяла его фамилию. Прорывной ролью актрисы стала одна из героинь киноромана Питера Богдановича «Последний киносеанс» (1971), принёсшая Бёрстин номинации на премии «Оскар» и «Золотой глобус».

### Взлёт карьеры и дальнейшие работы
В 1972 году Эллен Бёрстин приняла участие в криминальной драме «Садовый король», в которой её партнером по фильму стал актёр Джек Николсон. Следующей её заметной работой стала роль Крис Макнейл в хоррор фильме режиссёра Уильяма Фридкина, «Изгоняющий дьявола» в 1973 году. За роль женщины, дочь которой одержима злыми силами, актриса была вновь номинирована на премии «Оскар» и «Золотой глобус». Настоящим прорывом для Эллен Бёрстин стала роль Алисы Хаятт в драматическом фильме «Алиса здесь больше не живёт», за которую она была удостоена премий «Оскар» и BAFTA, а также была номинирована на премию «Золотой глобус», в номинации «Лучшая женская роль — драма» в 1975 году.
Героиня фильма «Алиса здесь больше не живёт» — женщина с трудной судьбой, которая после смерти мужа остаётся без средств к существованию и вынуждена работать официанткой, чтобы прокормить себя и сына подростка, ей кажется что всё хорошее осталось в прошлом. Но неожиданно в жизни Алисы появляется Дэвид (которого сыграл актёр Крис Кристофферсон), который делает всё чтобы улучшить их жизнь. В 1980 году вышел фильм «Воскрешение», где Эллен Бёрстин сыграла женщину со сверхъестественными способностями к исцелению. За свою роль она была номинирована на премии «Оскар» и «Золотой глобус» за «Лучшую женскую роль» в 1981 году. В 1977 году Эллен Бёрстин была членом жюри 27-го Берлинского международного кинофестиваля и также она была членом жюри этого кинофестиваля в 1988 году.

В 1978 году вышел фильм «В это же время, в следующем году», снятый по пьесе Бернарда Слейда. В основе картины лежит история влюбленной пары, которая встречается в тайне от всех 26 лет. За роль в этом фильме актриса была номинирована на премию «Оскар» и получила премию «Золотой глобус» в номинации «Лучшая женская роль — драма» в 1979 году, а после за эту же роль Бёрстин была удостоена театральной премии «Тони», в номинации «Лучшая женская роль в пьесе».

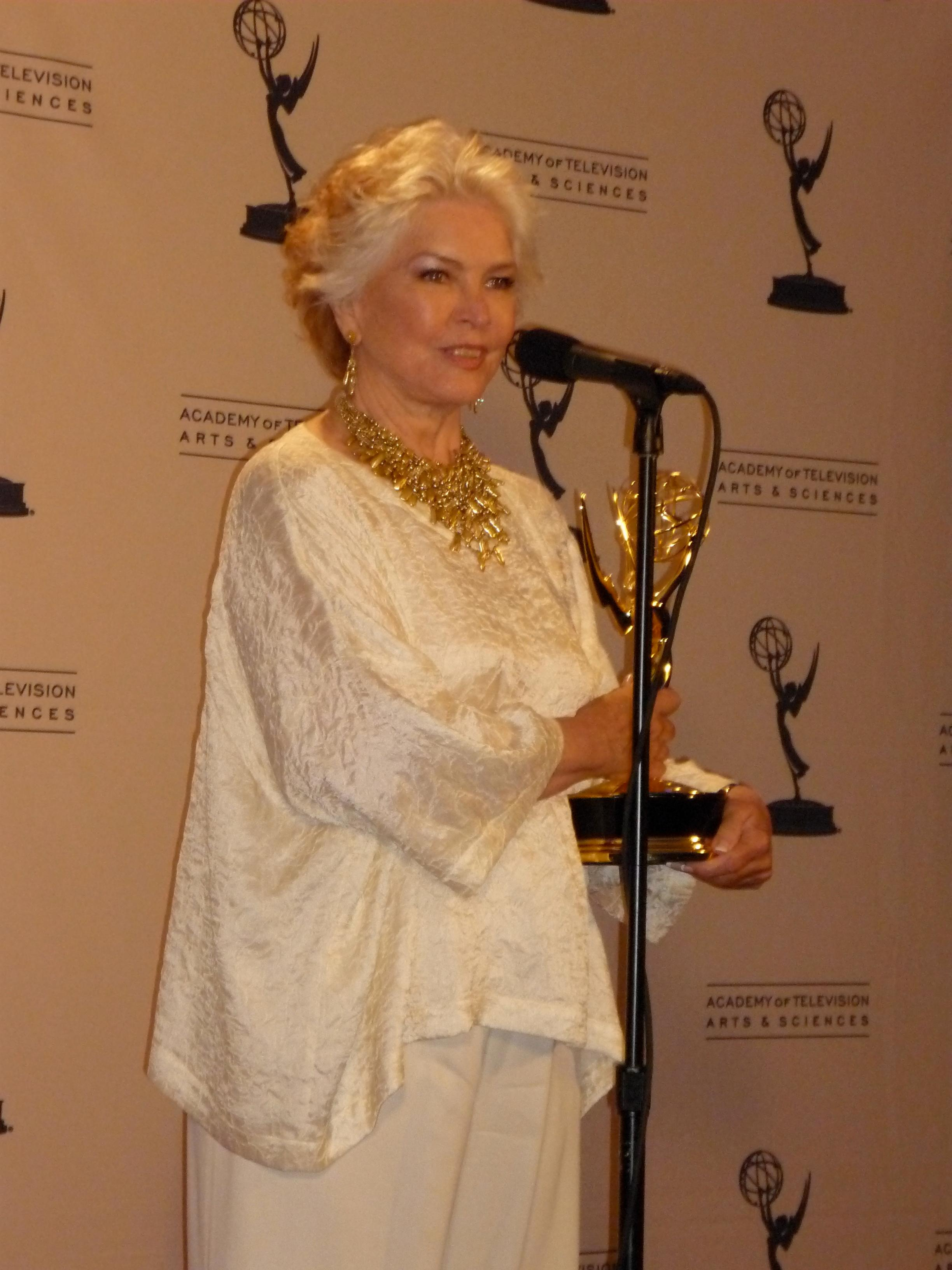
Эллен Бёрстин на 61-й церемонии вручения премии «Эмми» в 2009 году

После своего триумфа Бёрстин сделала небольшую паузу в своей карьере и в 1978 году снялась в фильме французского режиссёра Алена Рене, однако этот проект не имел большого успеха. В 1980-е годы Эллен Бёрстин почти не снималась в кино, но была дважды номинирована на премию «Эмми» за роли в телесериалах. В этом же году была номинирована на высшую канадскую кинопремию «Джини», как «Лучшая иностранная актриса» в фильме «Молчание севера». В 1990-е годы актриса продолжала работать на телевидении, а также исполнила несколько небольших ролей в фильмах: «Кладбищенский клуб» (1993), «Лоскутное одеяло» (1995), «Клуб нянек» (1995) и «Гриль-бар Порох» (1996).
В 2000 году вышел драматический фильм режиссёра Даррена Аронофски, «Реквием по мечте». В этом фильме Бёрстин сыграла одинокую пожилую женщину — Сару Голдфарб, которая живёт мечтой попасть на телешоу, принимает таблетки для похудения и постепенно утрачивает связь с реальностью. Её партнерами по фильму стали Джаред Лето, Дженнифер Коннели и Марлон Уэйанс. Роль Эллен Бёрстин в этом фильме была высоко оценена кинокритиками и она была в шестой раз номинирована на премию «Оскар», а также на премию «Золотой глобус», «Премию Гильдии киноактеров США» и получила премии «Независимый дух» и «Спутник», в номинации «Лучшая женская роль» в 2001 году.
Эллен Бёрстин пользовалась огромным успехом на телевидении. В 1982 году она сыграла главную роль в телевизионном фильме «Народ против Джин Харрис», за роль в котором была номинирована на премию «Эмми» и «Золотой глобус», за «Лучшую женскую роль в мини-сериале или фильме». В 2009 году была удостоена премии «Эмми», в номинации «Лучшая приглашённая актриса в драматическом телесериале», «Закон и порядок: Специальный корпус».
В 2006 году много шума в прессе вызвало её номинация на премию «Эмми», за эпизодическую роль в телефильме «Миссис Харрис» продолжительностью 14 секунд, в течение которых она произносит всего 38 слов. В 2013 году Эллен получила вторую премию «Эмми», в номинации «Лучшая женская роль второго плана в мини-сериале или фильме», «Политиканы» (2012).
В 2014 году была номинирована на премию «Эмми» за лучшую женскую роль второго плана в мини-сериале или фильме, «Цветы на чердаке» (2014). Также была номинирована на Дневную премию «Эмми», в категории «Выдающийся исполнитель в детском, молодёжном и семейном специальных выпусках», «Русалочка» в 2001 году. В 2016 году была номинирована на премию «Эмми» в категории «Лучшая приглашённая актриса в драматическом телесериале», «Карточный домик» (2016).
Эллен Бёрстин также снялась в фильмах: «Главная улица» (2010), «Родственнички» (2011), «Политиканы» (2012), «Призвание» (2013), «Двое в городе» (2014), «Река основ» (2014), «День драфта» (2014), «Лепестки на ветру» (2014), «Интерстеллар» (2014), «Век Адалин» (2015), «Поиски» (2015) и «Такса» (2016).

## Другие виды деятельности
- Во время 1970-х годов Бёрстин была активным участником движения с просьбой освободить осуждённого боксёра Рубина Картера из тюрьмы[17].
- В 1977 году приезжала в Советский Союз, где хотела посетить могилу Антона Павловича Чехова и музей Станиславского (оказался закрыт на ремонт). Рассказала корреспондентам журнала «Ровесник», что мечтала сыграть на сцене в постановке «Трёх сестёр». «Я много читала о России, нет, не в газетах, а у ваших великих писателей и поэтов — Пушкина, Толстого, Тургенева, Достоевского», — поведала актриса в том же интервью[18].
- В 1997 году Эллен Бёрстин была введена в Мичигане в «женский зал славы»[19].
- В 2000 году она была названа сопрезидентом актёрской студии наряду с Аль Пачино и Харви Кейтелем[20].
- Она является давним сторонником демократической партии Барака Обамы. В документальном фильме «Поливуд» привела ряд вопросов о политических событиях его компании в 2008 году и как его сторонник высказала мнение о том, что конкуренции между демократами и республиканцами уже не существует.
- Эллен Бёрстин имеет множество наград в «коллегии селекторов Джефферсона» за государственную службу[21].
- С 1982 по 1985 год Эллен Бёрстин являлась президентом «Американского союза киноактёров»[22].
- В 2006 году Эллен выпустила автобиографию под названием «Lessons in Becoming Myself».

## Личная жизнь
Отношения
В 1950 году Бёрстин вышла замуж за Билла Александра, но они развелись в 1957 году. В следующем году она вышла замуж за Пола Робертса, от которого родила сына по имени Джефферсон в 1961 году, но они развелись в том же году. В 1964 году она вышла замуж за актёра Нила Бёрстина. Нил Бёрстин страдал шизофренией, поэтому в их семейной жизни были эпизоды насилия и в конечном счёте они развелись в 1972 году. Нил Бёрстин умер в результате самоубийства в 1978 году.
Религия
Эллен Бёрстин была воспитана в католической вере, но в настоящее время она ассоциирует себя со всеми религиями. Свой духовный путь она начала с изучения ислама и суфизма. Она пояснила:

Я узнаю истину, которая живёт во всех этих религиях… я всегда молюсь духом, но иногда это бог. Иногда это Иисус… иногда я молюсь чтобы Ганеша, если мне нужно, помог мне. Гуань Инь является одним из моих любимых проявлений божественного, воплощением сострадания… поэтому Гуань Инь со мной всё время .
Бёрстин заявила, что после тридцати она начала проявлять себя в духовной сфере, под руководством Суфийского учителя Пир Вилайят Инайят Хана, он дал ей духовное имя Надя, что означает та, которая направляет на арабском языке.

## Избранная фильмография

### Кино
| Год  |   | Русское название                      | Оригинальное название                   | Роль                        |
| ---- | - | ------------------------------------- | --------------------------------------- | --------------------------- |
| 1964 | ф | До свидания, Чарли                    | Goodbye Charlie                         | Фрэнни Сэлзмен              |
| 1964 | ф | Для тех, кто думает молодой           | For Those Who Think Young               | доктор Полин Свенсон        |
| 1969 | ф | Пит стоп                              | Pit Stop                                | Эллен Маклеод               |
| 1970 | ф | Тропик рака                           | Tropic of Cancer                        | Мона Миллер                 |
| 1970 | ф | Алекс в стране чудес                  | Alex in Wonderland                      | Бет Моррисон                |
| 1971 | ф | Последний киносеанс                   | The Last Picture Show                   | Лоиз Фэрроу                 |
| 1972 | ф | Садовый король                        | The King of Marvin Gardens              | Салли                       |
| 1973 | ф | Изгоняющий дьявола                    | The Exorcist                            | Крис Макнейл                |
| 1974 | ф | Алиса здесь больше не живёт           | Alice Doesn't Live Here Anymore         | Алиса Хаятт                 |
| 1974 | ф | Гарри и Тонто                         | Harry and Tonto                         | Ширли                       |
| 1977 | ф | Провидение                            | Providence                              | Соня Лэнгхэм                |
| 1978 | ф | Страстная мечта                       | A Dream of Passion                      | Бренда Коллинс              |
| 1978 | ф | В это же время, в следующем году      | Same Time, Next Year                    | Дорис                       |
| 1980 | ф | Воскрешение                           | Resurrection                            | Эдна Мэй Макколи            |
| 1981 | ф | Молчание севера                       | Silence of the North                    | Олив Фредериксон            |
| 1984 | ф | Посол                                 | The Ambassador                          | Алекс Хэкер                 |
| 1985 | ф | Дважды в жизни                        | Twice in a Lifetime                     | Кейт Маккензи               |
| 1988 | ф | Война Ханны                           | Hanna's War                             | Кэтелин                     |
| 1991 | ф | Умереть молодым                       | Dying Young                             | миссис О'Нил                |
| 1991 | ф | Остров Грэнд-Айл                      | Grand Isle                              | мадемаузель Рейз            |
| 1993 | ф | Кладбищенский клуб                    | The Cemetery Club                       | Эстер Московитц             |
| 1994 | ф | Когда мужчина любит женщину           | When a Man Loves a Woman                | Эмили                       |
| 1994 | ф | Цвет вечера                           | The Color of Evening                    | Кейт О'Релли                |
| 1995 | ф | Соседи по комнате                     | Roommates                               | Джудит                      |
| 1995 | ф | Клуб нянек                            | The Baby-Sitters Club                   | Эмили Хебэрмен              |
| 1995 | ф | Лоскутное одеяло                      | How to Make an American Quilt           | Хай Додд                    |
| 1996 | ф | Гриль-бар «Порох»                     | The Spitfire Grill                      | Ханна Фергюсон              |
| 1997 | ф | Детектор лжи                          | Deceiver                                | Мук                         |
| 1998 | ф | Превратности любви                    | Playing by Heart                        | Милдред                     |
| 1998 | ф | Отблагодаришь меня позже              | You Can Thank Me Later                  | Ширли Куперберг             |
| 1999 | ф | Прогулка по Египту                    | Walking Across Egypt                    | Мэтти Ригсби                |
| 2000 | ф | Ярды                                  | The Yards                               | Вэл Хэндлер                 |
| 2000 | ф | Реквием по мечте                      | Requiem for a Dream                     | Сара Голдфарб               |
| 2002 | ф | Божественные тайны сестричек Я-Я      | Divine Secrets of the Ya-Ya Sisterhood  | Вивиан Джоан / Эбботт Уокер |
| 2002 | ф | Красный дракон                        | Red Dragon                              | Сандра Донкерхуд            |
| 2006 | ф | Плетёный человек                      | The Wicker Man                          | сестра Саммерсайл           |
| 2006 | ф | Фонтан                                | The Fountain                            | доктор Лиллиан Гузетти      |
| 2006 | ф | Король слонов                         | The Elephant King                       | Диана Хант                  |
| 2006 | ф | 30 дней                               | 30 Days                                 | Маура                       |
| 2007 | ф | Каменный ангел                        | The Stone Angel                         | Хагар Шипли                 |
| 2008 | ф | Всё ещё прекрасно                     | Lovely, Still                           | Мэри Мэлоун                 |
| 2008 | ф | Буш                                   | W.                                      | Барбара Буш                 |
| 2009 | ф | Грета                                 | According to Greta                      | Катерин                     |
| 2009 | ф | Плюшевый кролик                       | The Velveteen Rabbit                    | Свон                        |
| 2009 | ф | Пропажа алмаза «Слеза»                | The Loss of a Teardrop Diamond          | мисс Эдди                   |
| 2010 | ф | Майти Макс                            | The Mighty Macs                         | мать Сент-Джона             |
| 2010 | ф | Главная улица                         | Main Street                             | Джорджиана Карр             |
| 2011 | ф | Родственнички                         | Another Happy Day                       | Дорис Бэйкер                |
| 2011 | ф | Однажды эта боль принесёт тебе пользу | Someday This Pain Will Be Useful to You | Нанетт                      |
| 2013 | ф | Желаю вам всего хорошего              | Wish You Well                           | кардинал Луиза Мэй          |
| 2014 | ф | Двое мужчин в городе                  | Two Men in Town                         | мать Гарнетта               |
| 2014 | ф | День драфта                           | Draft Day                               | Барб Уивер                  |
| 2014 | ф | Призвание                             | The Calling                             | Эмили Микаллеф              |
| 2014 | ф | Интерстеллар                          | Interstellar                            | Мерф в старости             |
| 2015 | ф | Век Адалин                            | The Age of Adaline                      | Флемминг                    |
| 2015 | ф | Поиски                                | About Scout                             | Грэм                        |
| 2016 | ф | Такса                                 | Wiener-Dog                              | Нана                        |
| 2016 | ф | Опека                                 | The Tale                                | Беатрис Фишер               |
| 2017 | ф | Дом завтрашнего дня                   | The House of Tomorrow                   | Жозефина Прендергаст        |
| 2018 | ф | Рассказ                               | The Tale                                | Нетти                       |
| 2018 | ф | Ностальгия                            | Nostalgia                               | Хелен Грир                  |
| 2019 | ф | Люси в небесах                        | Lucy in the Sky                         | Нана Холбрук                |
| 2019 | ф | Американка                            | American woman                          | Мисс Долли                  |
| 2020 | ф | Фрагменты женщины                     | Pieces of a Woman                       | Элизабет                    |
| 2023 | ф | Изгоняющий дьявола: Верующий          | The Exorcist: Believer                  | Крис Макнейл                |

### Телевидение
| Год       |     | Русское название                                   | Оригинальное название                                        | Роль                         |
| --------- | --- | -------------------------------------------------- | ------------------------------------------------------------ | ---------------------------- |
| 1958      | с   | Телевизионный театр Крафта                         | Kraft Television Theatre                                     | Линда                        |
| 1961      | с   | Майкл Шейн                                         | Michael Shayne                                               | Кэрол                        |
| 1961      | с   | Письмо к Лоретте                                   | The Loretta Young Show                                       | Энн Уолтерс                  |
| 1961      | с   | Доктор Килдэр                                      | Dr. Kildare                                                  | Энн Гарнер                   |
| 1961      | с   | Сёрфсайд 6                                         | Surfside 6                                                   | Ванда Дрейк                  |
| 1961      | с   | Шайенн                                             | Cheyenne                                                     | Эмми Мэй                     |
| 1961      | с   | Шоу Дика Пауэлла                                   | The Dick Powell Show                                         | Роуз Мэксон                  |
| 1961—1963 | с   | 77 Сансет-Стрип                                    | 77 Sunset Strip                                              | Бетти Бенсон / Сандра Кин    |
| 1962      | с   | Бен Кейси                                          | Ben Casey                                                    | Конни / доктор Лесли Фрейзер |
| 1962      | с   | Успех Доби Гиллис                                  | The Many Loves of Dobie Gillis                               | доктор Донна Уиттакер        |
| 1962      | с   | Перри Мейсон                                       | Perry Mason                                                  | Мона Уинтроп Уайт            |
| 1962      | с   | Семья Маккой                                       | The Real McCoys                                              | Дороти Картер                |
| 1962—1971 | с   | Дымок из ствола                                    | Gunsmoke                                                     | Эми Уотерс / Полли Мимс      |
| 1963      | с   | Ларами                                             | Laramie                                                      | Эмми                         |
| 1963      | с   | Защитники                                          | The Defenders                                                | Хильда Уизли                 |
| 1963      | с   | Караван повозок                                    | Wagon Train                                                  | Маргарет Уитлоу              |
| 1963      | с   | Отдых дома                                         | Vacation Playhouse                                           | Эллен                        |
| 1964      | с   | Боб Хоуп представляет                              | Bob Hope Presents the Chrysler Theatre                       | Ева Лорелтон                 |
| 1964      | с   | Величайшее шоу на Земле                            | The Greatest Show on Earth                                   | Сьюзан Мейсон                |
| 1964—1965 | с   | Доктора                                            | The Doctors                                                  | доктор Кейт Барток           |
| 1966      | с   | Временное пространство                             | The Time Tunnel                                              | доктор Ив Холланд            |
| 1967      | с   | Большая долина                                     | The Big Valley                                               | Сара                         |
| 1967—1968 | с   | Стальной жеребец                                   | The Iron Horse                                               | Джули Парсонс                |
| 1969      | с   | Виргинцы                                           | The Virginian                                                | Кейт Бёрден                  |
| 1972      | с   | Смелые одни юристы                                 | The Bold Ones: The Lawyers                                   | Рейчел Ламберт               |
| 1974      | тф  | Игра по четвергам                                  | Thursday's Game                                              | Линн Эверс                   |
| 1981      | тф  | Народ против Джин Харрис                           | The People vs. Jean Harris                                   | Джин Харрис                  |
| 1985      | тф  | В тонком воздухе                                   | Into Thin Air                                                | Джоан Уокер                  |
| 1985      | тф  | Выживание                                          | Surviving: A Family in Crisis                                | Тина Броган                  |
| 1986      | тф  | Акт возмездия                                      | Act of Vengeance                                             | Маргарет Яблонски            |
| 1986      | тф  | Кое-что общее                                      | Something in Common                                          | Линн Холландер               |
| 1987      | тф  | Море лжи                                           | Pack of Lies                                                 | Барбара Джексон              |
| 1987      | тф  | Обернись                                           | Look Away                                                    | Мэри Тодд Линкольн           |
| 1990      | тф  | Когда ты вспомнишь обо мне                         | When You Remember Me                                         | медсестра Кудер              |
| 1991      | тф  | Любовь Миссис Ламберт                              | Mrs. Lambert Remembers Love                                  | Лиллиан Ламберт              |
| 1992      | тф  | Забери мою жизнь обратно: История Нэнси Зигенмайер | Taking Back My Life: The Nancy Ziegenmeyer Story             | Вилма                        |
| 1993      | тф  | Как доверять: История Карри                        | Shattered Trust: The Shari Karney Story                      | Джоан Дельвеччио             |
| 1994      | тф  | Выход на свободу                                   | Getting Out                                                  | мать Эрли                    |
| 1994      | тф  | Главные тайны                                      | Trick of the Eye                                             | Фрэнсис Гриффин              |
| 1994      | тф  | Поймать Готти                                      | Getting Gotti                                                | Джо Джиаклон                 |
| 1995      | тф  | Хранитель моего брата                              | My Brother's Keeper                                          | Хелен                        |
| 1995      | тф  | По течению реки                                    | Follow The River                                             | Гретель                      |
| 1996      | тф  | Наш сын – сваха                                    | Our Son, the Matchmaker                                      | Ива Мэй Лонгуэлл             |
| 1997      | тф  | Вспышка                                            | Flash                                                        | Лаура Стронг                 |
| 1998      | мтф | Их собственная воля                                | A Will of Their Own                                          | Вероника Стюард              |
| 1999      | тф  | Долгий путь домой                                  | Night Ride Home                                              | Мэгги                        |
| 2000      | тф  | Русалочка                                          | Mermaid                                                      | Триш Гилл                    |
| 2000—2002 | с   | Это жизнь                                          | That's Life                                                  | Долли Делукка                |
| 2001      | тф  | За высокими стенами                                | Within These Walls                                           | Джоан Томас                  |
| 2003      | тф  | Столкновение с судьбой                             | Brush with Fate                                              | Рика                         |
| 2004      | тф  | Интимный обман                                     | The Madam's Family: The Truth About the Canal Street Brothel | Томми                        |
| 2004      | тф  | Куда приводят сны                                  | The Five People You Meet in Heaven                           | Руби                         |
| 2005      | тф  | Отцы наши                                          | Our Fathers                                                  | Мэри Райан                   |
| 2005      | тф  | Миссис Харрис                                      | Mrs. Harris                                                  | Джин Харрис                  |
| 2006      | с   | Книга Даниэля                                      | The Book of Daniel                                           | епископ Беатрис Конгрев      |
| 2007      | тф  | Ещё один день                                      | For One More Day                                             | Полин Бенетто                |
| 2007—2011 | с   | Большая любовь                                     | Big Love                                                     | Нэнси Дэвис Даттон           |
| 2008      | с   | Закон и порядок: Специальный корпус                | Law & Order: Special Victims Unit                            | Берни Стэблер                |
| 2012      | мтф | Политиканы                                         | Political Animals                                            | Маргарет Бэрриш              |
| 2012      | мтф | Кома                                               | Coma                                                         | госпожа Эмерсон              |
| 2014      | тф  | Цветы на чердаке                                   | Flowers in the Attic                                         | Оливия Фоксворт              |
| 2014      | тф  | Лепестки на ветру                                  | Petals on the Wind                                           | Оливия Фоксворт              |
| 2014      | с   | Луи                                                | Louie                                                        | Иванка                       |
| 2016      | с   | Карточный домик                                    | House of Cards                                               | Элизабет Хейл                |

## Награды и номинации
Полный список наград и номинаций на сайте IMDb.com.
| Награда                                 | Год  | Категория                                                                    | Работа                              | Результат |
| --------------------------------------- | ---- | ---------------------------------------------------------------------------- | ----------------------------------- | --------- |
| Оскар                                   | 1972 | Лучшая женская роль второго плана                                            | Последний киносеанс                 | Номинация |
| Оскар                                   | 1974 | Лучшая женская роль                                                          | Изгоняющий дьявола                  | Номинация |
| Оскар                                   | 1975 | Лучшая женская роль                                                          | Алиса здесь больше не живёт         | Победа    |
| Оскар                                   | 1979 | Лучшая женская роль                                                          | В это же время, в следующем году    | Номинация |
| Оскар                                   | 1981 | Лучшая женская роль                                                          | Воскрешение                         | Номинация |
| Оскар                                   | 2001 | Лучшая женская роль                                                          | Реквием по мечте                    | Номинация |
| BAFTA                                   | 1975 | Лучшая женская роль                                                          | Алиса здесь больше не живёт         | Победа    |
| Золотой глобус                          | 1972 | Лучшая женская роль второго плана — Кинофильм                                | Последний киносеанс                 | Номинация |
| Золотой глобус                          | 1974 | Лучшая женская роль — драма                                                  | Изгоняющий дьявола                  | Номинация |
| Золотой глобус                          | 1975 | Лучшая женская роль — драма                                                  | Алиса здесь больше не живёт         | Номинация |
| Золотой глобус                          | 1979 | Лучшая женская роль — комедия или мюзикл                                     | В это же время, в следующем году    | Победа    |
| Золотой глобус                          | 1981 | Лучшая женская роль — драма                                                  | Воскрешение                         | Номинация |
| Золотой глобус                          | 1982 | Лучшая женская роль — мини-сериал или телефильм                              | Народ против Джин Харрис            | Номинация |
| Золотой глобус                          | 2001 | Лучшая женская роль — драма                                                  | Реквием по мечте                    | Номинация |
| Эмми                                    | 1981 | Лучшая женская роль в мини-сериале или фильме                                | Народ против Джин Харрис            | Номинация |
| Эмми                                    | 1987 | Лучшая женская роль в мини-сериале или фильме                                | Море лжи                            | Номинация |
| Эмми                                    | 2006 | Лучшая женская роль второго плана в мини-сериале или фильме                  | Миссис Харрис                       | Номинация |
| Эмми                                    | 2008 | Лучшая приглашённая актриса в драматическом телесериале                      | Большая любовь                      | Номинация |
| Эмми                                    | 2009 | Лучшая приглашённая актриса в драматическом телесериале                      | Закон и порядок: Специальный корпус | Победа    |
| Эмми                                    | 2013 | Лучшая женская роль второго плана в мини-сериале или фильме                  | Политиканы                          | Победа    |
| Эмми                                    | 2014 | Лучшая женская роль второго плана в мини-сериале или фильме                  | Цветы на чердаке                    | Номинация |
| Эмми                                    | 2016 | Лучшая приглашённая актриса в драматическом телесериале                      | Карточный домик                     | Номинация |
| Дневная премия «Эмми»                   | 2001 | Выдающийся исполнитель в детском, молодёжном и семейном специальных выпусках | Русалочка                           | Номинация |
| Премия Гильдии киноактёров США          | 1996 | Лучший актёрский состав в игровом кино                                       | Лоскутное одеяло                    | Номинация |
| Премия Гильдии киноактёров США          | 2001 | Лучшая женская роль                                                          | Реквием по мечте                    | Номинация |
| Премия Гильдии киноактёров США          | 2008 | Лучшая женская роль в телефильме или мини-сериале                            | Альбом Митча                        | Номинация |
| Премия Гильдии киноактёров США          | 2015 | Лучшая женская роль в телефильме или мини-сериале                            | Цветы на чердаке                    | Номинация |
| Тони                                    | 1975 | Лучшая женская роль в пьесе                                                  | В это же время, в следующем году    | Победа    |
| Независимый дух                         | 2001 | Лучшая женская роль                                                          | Реквием по мечте                    | Победа    |
| Джини                                   | 1982 | Лучшая иностранная актриса                                                   | Молчание севера                     | Номинация |
| Джини                                   | 2008 | Лучшая женская роль                                                          | Каменный ангел                      | Победа    |
| Спутник                                 | 2001 | Лучшая женская роль — кинофильм                                              | Реквием по мечте                    | Победа    |
| Спутник                                 | 2007 | Лучшая женская роль в мини-сериале или телефильме                            | Ещё один день                       | Номинация |
| Спутник                                 | 2015 | Награда имени Мэри Пикфорд                                                   | н/д                                 | Победа    |
| Спутник                                 | 2021 | Лучшая женская роль второго плана                                            | Фрагменты женщины                   | Номинация |
| Международный анталийский кинофестиваль | 2014 | Приз за заслуги в области кино и телевидения                                 | н/д                                 | Победа    |
| Национальное общество кинокритиков      | 1971 | Лучшая женская роль второго плана                                            | Последний киносеанс                 | Победа    |
| Национальное общество кинокритиков      | 2001 | Лучшая женская роль                                                          | Реквием по мечте                    | Номинация |
| Драма Деск                              | 1975 | Лучшая актриса в спектакле                                                   | В это же время, в следующем году    | Победа    |
| Общество кинокритиков Бостона           | 2001 | Лучшая актриса                                                               | Реквием по мечте                    | Победа    |
| Общество кинокритиков Лас-Вегаса        | 2001 | Лучшая актриса                                                               | Реквием по мечте                    | Победа    |
| Ассоциация кинокритиков Чикаго          | 2001 | Лучшая актриса                                                               | Реквием по мечте                    | Победа    |
| Юго-Восточная Ассоциация кинокритиков   | 2001 | Лучшая актриса                                                               | Реквием по мечте                    | Победа    |
| Внешнее общество критиков               | 1975 | Лучшая актриса                                                               | Алиса здесь больше не живет         | Победа    |
| Ассоциация кинокритиков Феникса         | 2001 | Лучшая актриса                                                               | Реквием по мечте                    | Победа    |
| Общество кинокритиков Флориды           | 2001 | Лучшая актриса                                                               | Реквием по мечте                    | Победа    |
| Общество кинокритиков Сан-Диего         | 2021 | Лучшая актриса второго плана                                                 | Фрагменты женщины                   | Номинация |
| Общество онлайн-кинокритиков            | 2001 | Лучшая актриса                                                               | Реквием по мечте                    | Победа    |